# Thalictrum macrocarpum
Thalictrum macrocarpum is een overblijvende plant uit de ranonkelfamilie (Ranunculaceae) die endemisch is in de Pyreneeën.

## Naamgeving enetymologie
- Frans: Pigamon à gros fruits, Pigamon à grands fruits
- Spaans: Talictro

De botanische naam Thalictrum is afgeleid van het Oudgriekse θάλικτρον, thaliktron, een naam gegeven door de oud-Griekse arts en botanicus Pedanius Dioscorides (ca. 40-90 n.Chr.) aan een plant met gedeelde bladeren. De soortaanduiding macrocarpum is afgeleid van het Oudgriekse μακρός, makros (groot) en καρπός, karpos (vrucht).

## Kenmerken
T. macrocarpum is een tot 60 cm hoge overblijvende, kruidachtige plant met een onbehaarde, licht gestreepte stengel en een basaal bladrozet van dubbel- tot drievoudig geveerde blaadjes met omgekeerd eironde, getande bladlobjes.
De bloemen staan in een eindstandige, armbloemige pluim, soms zelfs solitair. Ze staan rechtop en zijn radiaal symmetrisch, met een zeer eenvoudig bloemdek van enkele groene kroonblaadjes en een tiental gele meeldraden, langer dan de kroonblaadjes en met gele helmhokjes. De vruchtjes zijn groot en ongesteeld, en zitten alleen tot met vier bij elkaar.
De plant bloeit van juni tot september.

## Habitaten verspreiding
T. macrocarpum groeit op vochtige kalksteenrotsen in het hooggebergte, tot 2200 m hoogte. Hij is endemisch in de westelijk en centrale Pyreneeën, zowel aan de Franse als aan de Spaanse zijde.
... · T. alpinum (Alpenruit) · T. aquilegifolium (Akeleiruit) · T. flavum (Poelruit) · T. foetidum (Stinkende ruit) · T. macrocarpum · T. minus (Kleine ruit) · T. simplex (Onvertakte ruit) · T. tuberosum · ...